# Edward Kynaston
Edward Kynaston (1640 – gennaio 1712) è stato un attore teatrale inglese, uno degli ultimi giovani attori maschi che interpretavano ruoli femminili nel Teatro Inglese della Restaurazione..

## Carriera Professionale
Kynaston interpretava i personaggi femminili in modo convincente, tanto che lo scrittore inglese Samuel Pepys lo definì nel suo diario: "la donna più bella che io abbia visto in vita mia", dopo averlo visto recitare in un'opera del drammaturgo John Fletcher, riconoscendogli come unico difetto la voce. La testimonianza di Pepys è riconducibile al suo incontro del 16 agosto 1660 dopo una rappresentazione.
Al contempo, Kynaston recitava abilmente anche ruoli maschili. Rivestì il ruolo di Otto in Rollo, Duca di Normandia il 6 dicembre 1660, dopo aver recitato il ruolo femminile di Arthiope della stessa opera nelle settimane precedenti. Il 7 gennaio 1661, Kynaston interpretò tre diversi ruoli nella rappresentazione del drammaturgo inglese Ben Jonson Epicoene, o la donna silenziosa, uno femminile e due maschili.
Parte del fascino di Kynaston è dovuto alla sua ambigua sessualità. L'attore e drammaturgo inglese Colley Cibber ricorda che le Dame londinesi si vantavano di portarlo in carrozza con loro a Hyde Park dopo le rappresentazioni, lasciandogli indossare i costumi di scena.
Cibber riferisce inoltre che, una volta, una rappresentazione a cui assisteva lo stesso Re Carlo II d'Inghilterra, iniziò con ritardo in quanto, fu spiegato, Kynaston, che interpretava la Regina, “non era ancora rasato”.
Nel 1660 alle donne fu permesso di salire sul palcoscenico e gli attori che fino a quel momento avevano recitato in ruoli femminili in opere drammatiche, furono fortemente scoraggiati.
L'ultimo ruolo femminile interpretato da Kynaston fu Evadne, in The Maid's Tragedy di Francis Beaumont e John Fletcher portato in scena dalla “King's Company” di Thomas Killigrew nel 1661. 
Fu descritto da Samuel Pepys come "la donna più graziosa" e "l'uomo più bello". Voci del tempo sostenevano che interpretasse altrettanto bene ruoli femminili anche fuori dal palcoscenico. Quando era in piena carriera, circolarono pasquini che dicevano fosse l'amante di George Villiers, II duca di Buckingham.
Kynaston proseguì la sua carriera teatrale portando in scena ruoli maschili e degna di nota fu la sua interpretazione dell’Enrico IV di Shakespeare. 
Si ritirò dalla scena nel 1699.

## Adattamento cinematografico
Nella trasposizione cinematografica del 2004 del regista inglese Sir Richard Eyre, Stage Beauty, Kynaston è interpretato dall'attore Billy Crudup. È descritto come un bisessuale, che poco a poco rivela la complessità della sua personalità attraverso la relazione con Margaret Hughes. Il film è un adattamento dell'opera Compleat Female Stage Beauty di Jeffrey Hatcher.